# Pas de deux

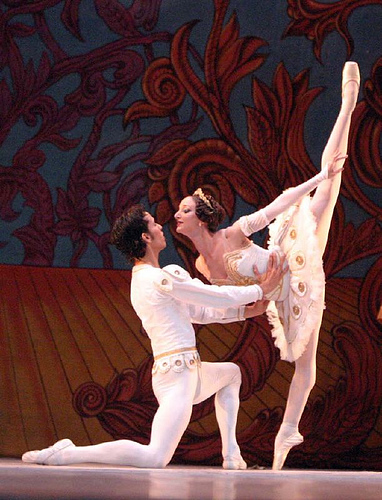
Un pas de deux

Un pas de deux o també pas à deux (en català, "Pas de dos") en dansa és un duet de dos ballarins. Actualment, els coreògrafs contemporanis parlen sovint de "duo" en lloc de pas de deux, quedant aquest terme, per tradició, més restringit usualment a la dansa clàssica i al ballet neoclàssic. També existeix, tot i ser menys habitual, el pas à trois, amb tres persones.
Al ballet més tradicional, amb una forta dependència de la música, consisteix en una entrée (entrada de la parella), adagio, dues variacions (una per a cada ballarí), i una coda. També és conegut com a grand pas de deux ("gran Pas de deux").
Hereu de la entrée del ballet, el pas de deux apareix a mitjans del segle xviii durant el ballet d'acció i serà desenvolupat completament durant el segle xix, en el ballet romàntic. Simbolitza l'amor d'una parella. Marius Petipa li va proporcionar una estructura fixa composta d'un adagio, una variació masculina, una variació femenina i d'una coda.

## Figures
En el pas de deux poden executar-se una gran varietat de figures en parella, per exemple:
- promenade (passejada): una caminata més o menys ràpida dels dos ballarins, un al costat de l'altre i sovint agafant-se dels braços per l'esquena. Una variant n'és que un d'ells, sovint el noi, agafat així gira al voltant d'ella, que conseqüentment ha de girar sobre ella mateixa i per a poder-ho fer està sobre les puntes, normalment sobre una sola cama.
- pirouette (volta o gir): mentre la ballarina gira sobre ella mateixa, el ballarí l'acompanya amb les seves mans al tors d'ella.
- saute (aixecada): la ballarina salta i el ballarí l'agafa acompanyant-la, fent l'efecte que l'aixeca o l'ajuda a aixecar-se del terra.

## Pas de deuxfamosos
- "El cigne negre", a l'Acte III de El llac dels cignes (Piotr Ilitx Txaikovski, 1877).
- "L'ocell blau", a l'Acte III de La Bella Dorment (Txaikovski, 1889)
- "Pas de deux de la Fada de Sucre", de El Trencanous (Txaikovski)
- Acte II de Giselle (Música d'Adolphe Adam)
- "Diane et Acteon", a Le Roi Candaule (Cesare Pugni)
- Romeu i Julieta (Serguei Prokófiev)
- "Gran pas de deux" de l'Acte III de Don Quixote (Ludwig Minkus)
- Aigües primaverals (Serguei Rakhmàninov)
- "Grand Pas de deux", Coppélia (Léo Delibes)